# Józef Bohdan Zaleski

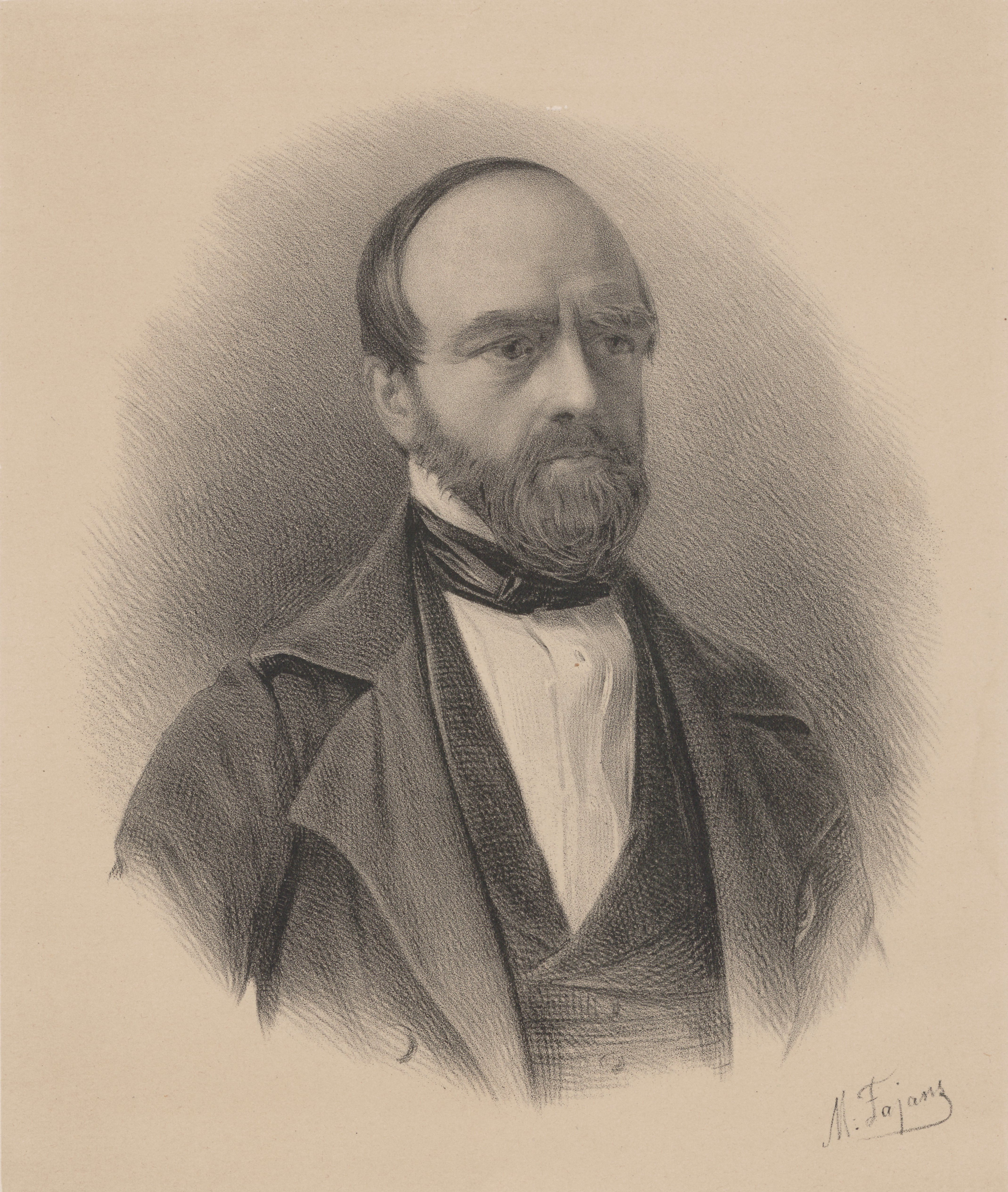
Józef Bohdan Zaleski na litografii Maksymiliana Fajansa

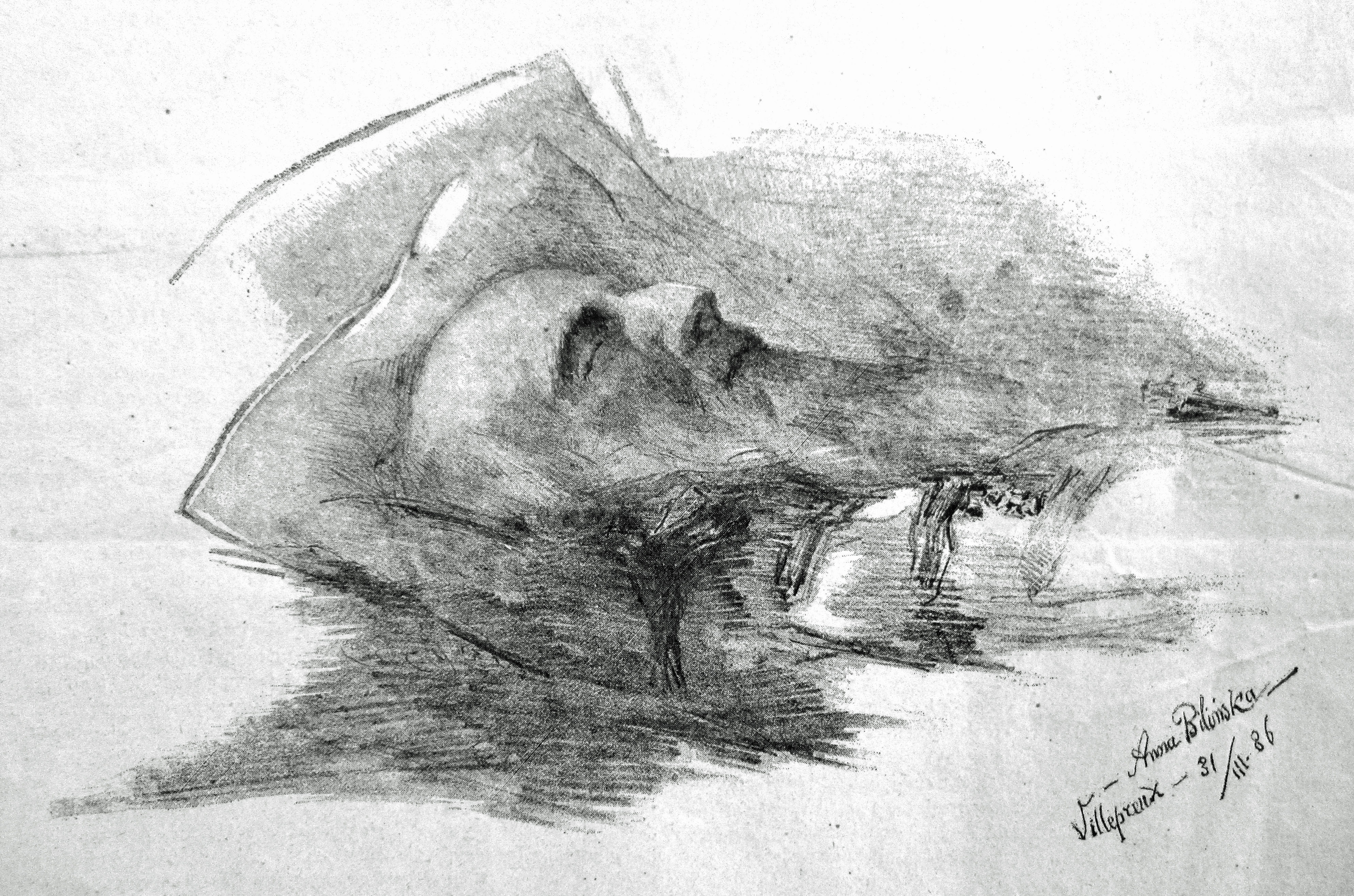
Rysunek pośmiertny Bohdana Zalewskiego wykonany przez Annę Bilińską-Bohdanowiczową

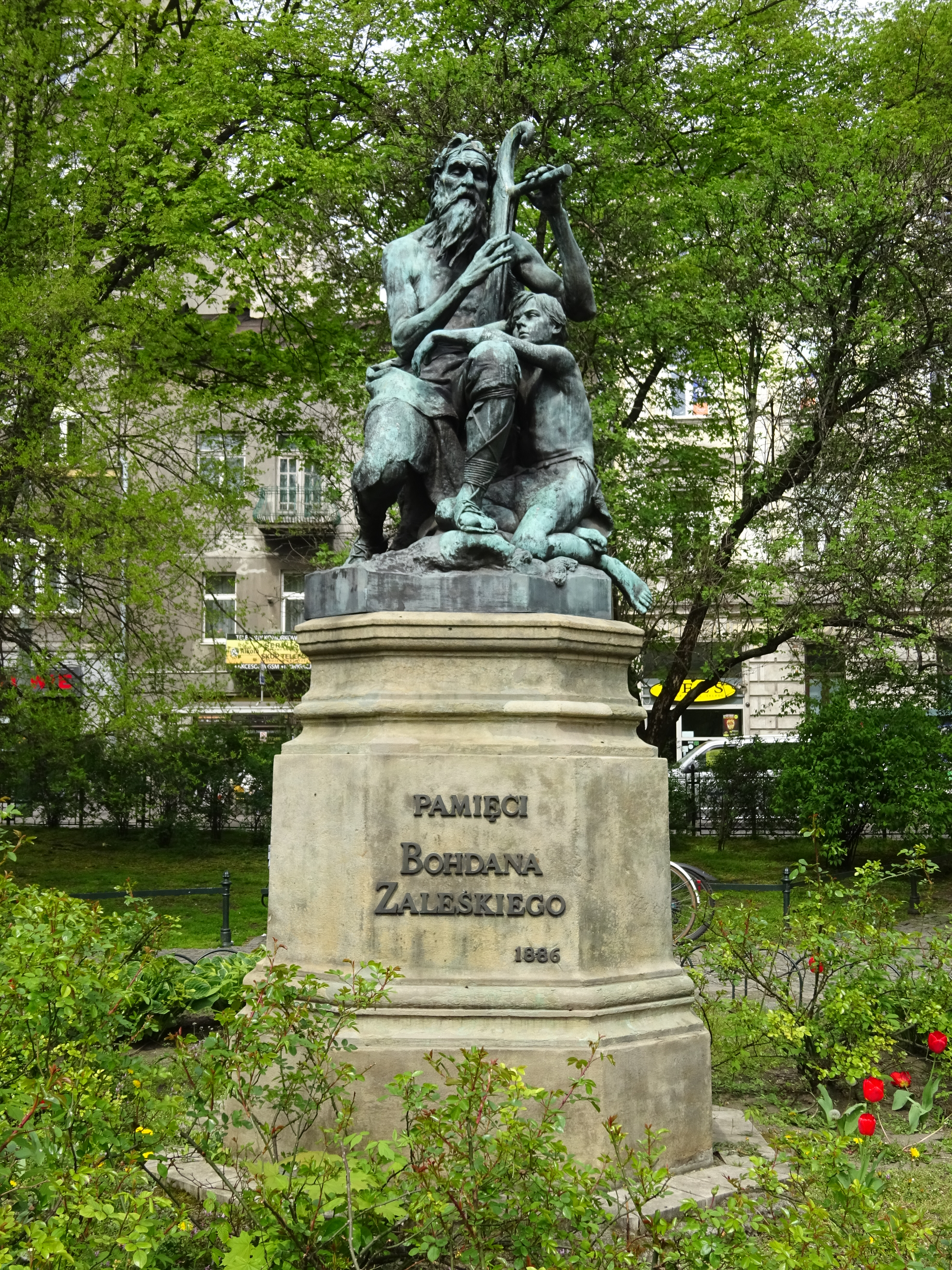
Pomnik „Pamięci Bohdana Zaleskiego 1886” przedstawiający „Grupę Bojana” na Plantach krakowskich

Józef Bohdan Zaleski (ur. 14 lutego 1802 w Bohatyrce, gubernia kijowska, zm. 31 marca 1886 w Villepreux) – polski poeta okresu romantyzmu. Wraz z Antonim Malczewskim i Sewerynem Goszczyńskim zaliczany jest do „szkoły ukraińskiej” polskiego romantyzmu.

## Życiorys

### Młodość
Urodził się, jako syn Wawrzyńca i Marii (zm. 1802) z Burkatów Zaleskich, w wielodzietnej, niezamożnej rodzinie szlacheckiej posługującej się herbem Prawdzic. Był najmłodszym z trzynaściorga rodzeństwa. Najstarszy brat Eliasz Zaleski był zarazem jego ojcem chrzestnym. Uczył się u Bazylianów w Humaniu (szkoły tej nie ukończył), gdzie poznał Seweryna Goszczyńskiego i Michała Grabowskiego (we trzech tworzyli grupę poetycką Za-Go-Gra), a także późniejszego prezesa Towarzystwa Filomatów – Józefa Jeżowskiego.
W 1820 r. wyjechał z Sewerynem Goszczyńskim do Warszawy (początkowo zamieszkali w pałacu Czapskich), tam zaangażował się w działalność różnych organizacji patriotycznych, m.in. Związku Wolnych Polaków. Związany też ze sprzysiężeniem Piotra Wysockiego. W roku 1822 przeniósł się do Leszczynka pod Kutnem, gdzie pracował jako guwerner w majątku Franciszka Górskiego. W czerwcu 1824 roku powrócił do Warszawy. Wkrótce otrzymał, i zachowywał ją aż do wybuchu powstania listopadowego, posadę nauczyciela Aleksandra Szembeka, syna pułkownika (później generała) Piotra Szembeka, którego obowiązki służbowe wiązały się z częstą zmianą miejsca zamieszkania – razem z rodziną Szembeków zmieniał miejsce pobytu także Józef Bohdan Zaleski (mieszkali m.in. w Płocku, Sochaczewie czy Rawie). W Warszawie zaprzyjaźnił się z Maurycym Mochnackim, Stefanem Witwickim i Antonim Edwardem Odyńcem.

### Powstanie listopadowe
Po wybuchu powstania listopadowego zaciągnął się do pułku dowodzonego przez swojego dotychczasowego pryncypała, gen. Szembeka. Podpisał 25 stycznia 1831 roku akt detronizacji Mikołaja I Romanowa. 19 lutego na łamach Nowej Polski ukazała się odezwa Bohdana Zaleskiego do mieszkańców Warszawy, wzywająca ich do niesienia pomocy materialnej powstańcom. W późniejszej publicystyce (Nowa Polska, 25 III oraz 20 IV 1831) Zaleski wzywał władze do nadania ziemi chłopom. Walczył m.in. pod Dobrem, Sochaczewem i Grochowem, za co otrzymał Krzyż Virtuti Militari (pod koniec września 1831 roku). Od lipca 1831 roku poseł z powiatu taraszczańskiego województwa kijowskiego na sejm powstańczy. W obradach sejmu nie zabierał głosu, jednak został powołany w skład komisji mającej skontrolować dotychczasowe czynności wodza naczelnego powstania, Jana Skrzyneckiego. Był sekretarzem prezydenta Warszawy.

### Na emigracji
Po klęsce powstania przedostał się do Prus i stamtąd udał się (w towarzystwie Stanisława Worcella) przez Śląsk do Lwowa, a w końcu – do Paryża. W uzyskaniu paszportu do Francji pomógł mu poeta Wacław Zaleski. Po drodze zatrzymywał się m.in. w majątku Tetmajerów w Mikołajowicach oraz we dworze Leona Przerwy-Tetmajera w Łopusznej, gdzie spotkał się ze swym przyjacielem, Sewerynem Goszczyńskim. W maju 1832 roku odbyli wspólną wycieczkę do Zakopanego i Tatr – dla obu był to pierwszy kontakt z wysokogórską przyrodą. Pożegnali się w Nowym Targu. Dalsza droga Zaleskiego na Zachód wiodła m.in. przez Kraków (z przystankiem na zwiedzanie grobów królewskich na Wawelu), Ołomuniec, Wiedeń, Lucernę, Zurich, Szafuzę i Strasburg.
Pomimo upadku powstania listopadowego, Zaleski był nadal członkiem sejmu – działającego odtąd na emigracji. W Paryżu brał czynny udział w życiu emigracyjnym (zaniedbując jednak twórczość poetycką), m.in. w latach 1835–1837 był członkiem Towarzystwa Demokratycznego Polskiego (sekcji batiniolskiej). W stolicy Francji, za pośrednictwem Joachima Lelewela spotkał się po raz pierwszy i szybko zaprzyjaźnił z Adamem Mickiewiczem (wcześniej poeci znali się z korespondencji, a także z twórczości literackiej). Zaprzyjaźnił się również z Ignacym Domeyką. W 1833 r. przeniósł się do podparyskiego Sèvres. W październiku 1833 r. odbył wycieczkę wzdłuż wybrzeża Prowansji (m.in. w Marsylii ujrzał po raz pierwszy morze, a w Hyères odwiedził grób przyjaciela z Warszawy – Kamila Mochnackiego, brata Maurycego).
Był członkiem Komisji funduszów emigracyjnych, założonej w marcu 1834 r, przez gen. Józefa Dwernickiego, a mającej nieść pomoc finansową najbardziej potrzebującym wychodźcom. W dniu 14 VIII 1834 w Paryżu złożył podpis pod Aktem z roku 1834 przeciw Adamowi Czartoryskiemu. W grudniu tego samego roku stał się jednym z ojców-założycieli (obok m.in. Adama Mickiewicza, Stefana Witwickiego i Antoniego Goreckiego) towarzystwa o charakterze patriotyczno-religijno-medytacyjnym, Związek Braci Zjednoczonych. 14 II 1835, tj. w swoje 33. urodziny, założył też Towarzystwo Słowiańskie – mimo iż nie odegrało ono poważniejszej roli na emigracji, stało się wkrótce ideową „wskazówką” dla założycieli Zgromadzenia zmartwychwstańców. W grudniu 1835 przeniósł się do Strasburga, gdzie uczęszczał m.in. na wykłady filozoficzne ks. L.E.M. Bautaina; w tym samym okresie odrzucił propozycję wstąpienia do Centralizacji TDP w miejsce zmarłego Wincentego Cyprysińskiego (autora tekstu aktu potępiającego politykę ks. Czartoryskiego), a jednocześnie powrócił do twórczości poetyckiej. Powoli zaczął też wycofywać się z działalności politycznej. W lipcu 1836 roku porzucił Strasburg i przeniósł się do położonej na uboczu gminy Molsheim – „dla schronienia od próżnującej Polonii”, której ciągłe odwiedziny „mąciły mu pożądany spokój”. Zamieszkał w dawnej siedzibie przeora klasztoru kartuzów, gdzie oddał się całkowicie poezji i przekładom poetyckim. Pod koniec grudnia 1836 r. opuścił Molsheim i osiadł w Marsylii, a następnie w zacisznej wiosce Endoume (obecnie w granicach Marsylii). Wiosną 1837 roku spędził ok. 10 tygodni we Włoszech (m.in. we Florencji i Rzymie), gdzie przybył na zaproszenie członków dalszej rodziny.
W dniu 23 VII 1837, na swój wniosek został skreślony z listy członków Towarzystwa Demokratycznego Polskiego (powodem był m.in. krytyczny stosunek Centralizacji TDP do katolicyzmu, niedający się pogodzić z przekonaniami religijnymi Zaleskiego).
Wiosną 1838 roku pośredniczył (jako tzw. jałmużnik) w finansowaniu Zgromadzenia zmartwychwstańców i Domku Jańskiego pieniędzmi nadsyłanymi od zaprzyjaźnionych rodów z Ukrainy (pomoc ta, a wraz z nią rola Zaleskiego jako jałmużnika, ustała po fali aresztowań osób zaangażowanych w spisek Szymona Konarskiego i Kacpra Maszkowskiego). W sierpniu powrócił do Paryża, z nadzieją wydania tam swoich poezji – po drodze odwiedził m.in. grób Laury (muzy Petrarki) w Awinionie. Wizyta ta zainspirowała go do napisania czterech sonetów pod jednym, wspólnym tytułem Nawiedziny grobu Laury. Cykl zawierał aluzje do niespełnionej miłości Zaleskiego do Dionizji Poniatowskiej (1816 – 6 II 1868), którą spotkał w Kehl w 1836 roku.
Pod koniec grudnia 1838 r., szukając „cichego, spokojnego ustronia”, Zaleski przeniósł się do podparyskiego Fontainebleau, gdzie „kropił” kolejne utwory poetyckie w duchu religijnym. Tam też nawiązał korespondencję z polskim poetą romantycznym, Lucjanem Siemieńskim, który w roku 1865 r. poświęcił mu krótki portret literacki Bohdan Zaleski. Wiosną 1839 r., Zaleski spotkał się w Paryżu z niewidzianym od 7 lat przyjacielem z okresu młodości, Sewerynem Goszczyńskim. W maju 1840 roku wyjechał na kilka tygodni do uzdrowiska Plombières, gdzie zażywał kąpieli, pisał kolejne dumki, a także załatwiał sprawy związane z planowanym wydaniem tomików jego wierszy w Poznańskiem. W lipcu 1840 r. odwiedził w Szwajcarii Adama Mickiewicza, wówczas profesora literatury łacińskiej na Akademii w Lozannie. Obaj poeci spędzali wspólnie czas m.in. na wędrówkach po Alpach. W sierpniu Zaleski powrócił do Fontainebleau – stamtąd wspierał Mickiewicza w jego przygotowaniach do objęcia katedry języków słowiańskich w Collège de France (m.in. posyłając mu w oryginale i w tłumaczeniach pieśni serbskie czy udzielając wskazówek, gdzie szukać potrzebnych pomocy naukowych).
W dniu 15 XII 1840 r. uczestniczył w uroczystościach złożenia zwłok Napoleona I w sarkofagu w kościele Inwalidów w Paryżu, przewiezionych tam z Wyspy Świętej Heleny. Z kolei 24 V 1841 wziął udział w pogrzebie Juliana Ursyna Niemcewicza (pierwszego Polaka pochowanego na cmentarzu Les Champeaux w Montmorency), który zapisał Zaleskiemu w testamencie 1000 franków. Następnie Zaleski wyjechał „na letni pobyt” do Beaune, gdzie oddawał się m.in. lekturze świeżo wydanego poematu Beniowski Juliusza Słowackiego. Do Paryża powrócił 14 VIII na gorączkowe listowne wezwanie Adama Mickiewicza, znajdującego się już wówczas pod wpływem nauk Andrzeja Towiańskiego. Wieszcz usiłował przekonać Zaleskiego do idei towianizmu, jednak Zaleski – zdystansowany, pragnący zachować spokój i jednocześnie zdezorientowany nagłą przemianą duchową wieszcza – postanowił przeczekać ten okres „ciemności mistycznych” z dala od Paryża i w połowie września 1841 r. powrócił do Fontainebleau. Rozważał też w tym okresie możliwość wstąpienia do stanu duchownego.
Z początkiem 1843 roku, rozgoryczony zerwaniem przyjaźni z towiańczykami – Adamem Mickiewiczem, Sewerynem Goszczyńskim czy Karolem Różyckim – odbył podróż do Włoch, po drodze zatrzymując się m.in. Endoume, dobrze sobie znanym z pobytu tam w latach 1837–1838. W lutym 1843 r. w Rzymie spotkał swoją dawną miłość, Dionizję Poniatowską (zwaną „Beatryks ukraińską”), z którą przez ponad dwa miesiące prowadził długie dysputy na temat towianizmu. Podobne rozmowy toczył również z księżmi zmartwychwstańcami, którzy pilnowali, aby Zaleski nie uległ pokusie nowego ruchu. Podróż do Ziemi Świętej i grobu Chrystusa, jaką odbył w maju-czerwcu 1843 r. w towarzystwie spokrewnionego z nim majora Józefa Zaleskiego ostatecznie „oddaliła go od towianizmu”. W połowie września, w drodze powrotnej do Francji, obaj Zalescy zatrzymali się na ok. 3 tygodnie w Ostendzie, gdzie ponownie spotkali się z Dionizją Poniatowską i jej rodziną oraz chorującym Stefanem Witwickim. Następnie Zaleski zaszył się w klasztorze cysterskim Notre-Dame de la Trappe w Soligny-la-Trappe, by tam w ciszy i samotności rozmyślać nad wyborem dalszej drogi życiowej (wciąż wahał się, czy nie wstąpić do zakonu). Na przełomie lat 1843/1844 powrócił do Paryża, gdzie m.in. odwiedzał Fryderyka Chopina, uczęszczał na prelekcje Adama Mickiewicza – prawdopodobnie Zaleski podejmował wówczas próby odnowienia przyjaźni z polskim wieszczem, lecz nie przyniosły one skutku. Wiosną 1844 r. ponownie przeniósł się do klasztoru Notre-Dame de la Trappe (wracał kilkakrotnie do klasztorów w kolejnych latach, w tym również do opactwa Oelenberg k. Miluzy w Alzacji), a następnie do swojego dawnego mieszkania w Fountainebleau.
W następstwie wypadków rewolucji lutowej 1848 roku powołano w Paryżu 7-osobową komisję, mającą reprezentować emigrację polską we Francji w jej relacjach z nowym rządem republikańskim. Do składu tej komisji wybrano Józefa Bohdana Zaleskiego (m.in. obok gen. Józefa Dwernickiego), jednak wyboru tego Zaleski nie przyjął – od ponad 10 lat nie był już aktywny politycznie, a ponadto chciał się teraz poświęcić nowo założonej rodzinie. Także i wydarzenia Wiosny Ludów na ziemiach polskich nie skłoniły Zaleskiego do powrotu do Polski – głównie na skutek listów majora Józefa Zaleskiego, w których odradzał on krewnemu podróż do kraju. Natomiast w czerwcu 1848 r. Zaleski, formalnie wciąż będący posłem na sejm polski, został oddelegowany na Zjazd Słowiański do czeskiej Pragi – zdążył jednak dotrzeć jedynie do Drezna, gdy dotarła do niego wiadomość o rozpędzeniu kongresu i praskiego powstania przez wojska marszałka Alfreda Windischgrätza.
W Paryżu Zaleski spotykał się m.in. z Cyprianem Kamilem Norwidem (którego poznał w Rzymie w roku 1847 i który poświęcił mu wiersz Do Józefa Bohdana Zaleskiego) i Julianem Klaczką. Wysokie koszty życia we francuskiej stolicy spowodowały, że wiosną 1850 r. rodzina Zaleskich przeniosła się do Fountainebleau. Odtąd postępowało też odnowienie kontaktów z dawnymi przyjaciółmi – Adamem Mickiewiczem, który przyjeżdżał do Zaleskich na obiady (postać Andrzeja Towiańskiego w tym okresie nie stała już na przeszkodzie ich relacji) i Sewerynem Goszczyńskim. 2 II 1853 r. ks. Adam Jerzy Czartoryski mianował Zaleskiego członkiem Towarzystwa Historyczno-Literackiego w Paryżu. W marcu 1853 r., wraz z sześcioletnim synem Marianem i majorem Józefem Zaleskim odwiedził w Rzymie niewidzianą od 10 lat Dionizję Poniatowską. Po śmierci Adama Mickiewicza w listopadzie 1855 roku Zaleski brał aktywny udział w działaniach mających na celu zabezpieczenie warunków bytowych szóstce osieroconych dzieci wieszcza (matka dzieci, Celina Mickiewiczowa zmarła jeszcze wcześniej), m.in. poprzez organizację wśród emigracji polskiej składek pieniężnych na pomoc sierotom. 21 I 1856 r., Józef Bohdan Zaleski, jako jedyna osoba, wygłosił mowę pogrzebową podczas paryskiego pochówku Adama Mickiewicza. Część emigracji upatrywała w nim duchowego spadkobiercę po zmarłym przewodniku narodu.
W latach 50. XIX wieku nawiązał wieloletnią, trwającą do śmierci Zaleskiego znajomość z poetą Teofilem Lenartowiczem. Zaprzyjaźnił się także z Józefem Ignacym Kraszewskim oraz pisarzem i malarzem, Bronisławem Zaleskim. Po śmierci syna Kazimierza w 1859 r. rodzina Zaleskich, po niemal 10-letnim pobycie w Fountainebleau, przeniosła się do Paryża. W dniu 14 III 1861 r., w okresie nasilenia się nastrojów patriotycznych na ziemiach polskich przed wybuchem powstania styczniowego, odbyło się w mieszkaniu poety spotkanie hr. Aleksandra Branickiego z Ludwikiem Mierosławskim (przyszłym dyktatorem powstania), z którym hrabia „chciał się rozmówić, jako z głównym przedstawicielem gorących żywiołów rewolucyjno-patriotycznych tak w emigracji, jak i w kraju”. Spotkanie jednak nie doprowadziło do żadnego politycznego porozumienia.
W dniu 2 III1862 r., w rocznicę pogrzebu pięciu poległych, zawiązano w Paryżu Towarzystwo Podatkowe (zwane też „Instytucją Czci i Chleba”), tj. organizację niosącą pomoc materialną najbardziej potrzebującym wychodźcom polskim. Jego przewodniczącym został Józef Bohdan Zaleski. Wieść o wybuchu powstania styczniowego poeta przyjął z zaskoczeniem i krytycznie; uważał je za przedwczesne – ale skoro już wybuchło, należało je, według opinii Zaleskiego, wesprzeć. Podeszły wiek, obowiązki rodzinne i poczucie misji wynikające z jego zaangażowania w prace szkoły batiniolskiej nie pozwalały mu opuścić Francji, jednak przystąpił do komitetu, który organizował składki finansowe na rzecz powstania, przerzut broni oraz ochotników.
Z jego pomocy materialnej skorzystał w Paryżu młody Władysław Bełza. Wojna francusko-pruska 1870–1871 i porażka w niej Francji skłoniła Zaleskiego do wyjazdu z większością dzieci do Hyères, gdzie spędzili kilka miesięcy – po czym powrócili do Paryża. W roku 1872 Zaleski przeprowadził się do Villepreux do swojej córki Józefy Okińczyc (która zmarła kilkanaście miesięcy później) i jej męża Aleksandra Okińczyca. Tam też pozostał do końca życia. W Villepreux odwiedzał go dawny przyjaciel, Ignacy Domeyko. W roku 1880, Józef Bohdan Zaleski, jako liczący 78 lat patriarcha polskiej emigracji został poproszony o udział w uroczystościach 50. rocznicy wybuchu powstania listopadowego, organizowanych przez Towarzystwo Historyczno-Literackie – z tej okazji napisał okolicznościowe przemówienie (odczytane przez inną osobę). Pomimo podeszłego wieku, pogarszającego się stanu zdrowia, postępującej głuchoty i katarakty, w roku 1881 pojechał do Rzymu na uroczysty zjazd Słowian katolickich.
Zmarł w Villepreux w marcu 1886 r. Pochowany został w grobie rodzinnym Zaleskich na Cmentarzu Montmartre w Paryżu. Mowę pogrzebową wygłosił m.in. ks. Władysław Czartoryski.

## Życie prywatne
Na przełomie lat 1843/1844 poznał w Paryżu 20-letnią Zofię Rosengardtównę, warszawiankę, uczennicę Chopina. Para pobrała się w dniu 26 XI 1846 roku w kościele św. Rocha w Paryżu. W podróż poślubną udali się do Hyères i do Rzymu, skąd powrócili do Paryża jesienią 1847 r. Mieli pięcioro dzieci: Mariana (ur. 1848), Józefę z Zaleskich Okińczyc (1849-1873), Kazimierza (zm. 1859), Dionizego (ur. 1851), nazwanego tak na cześć Dionizji Poniatowskiej, i Karola (ur. 1853). Żona Zofia zmarła w dniu 23 II 1868 r. Wnuczka poety, Bohdana Józefa Okińczyc (ur. 1872), po śmierci obojga rodziców i dziadka trafiła do pensjonatu przy Hotelu Lambert.

## Pomnik
Na terenie krakowskich Plant u zbiegu ulic Basztowej i Sławkowskiej, w ogrodzie plantowym „Przy Barbakanie”, znajduje się malowniczo usytuowany nad stawem pomnik poświęcony jego pamięci, zwany „Grupą Bojana”. Początkowo monument stał obok Teatru Słowackiego. Grupę Bojana ufundował niedługo po śmierci poety Władysław Wołodkowicz, dobrodziej krakowskich teatrów, a jego autorem był znakomity rzeźbiarz Pius Weloński. Pomnik przedstawia grupę figuralną, składającą się z postaci ślepego harfiarza i podtrzymującego go chłopca-przewodnika. Całość umieszczona została na masywnym, wielobocznym cokole otoczonym kwietnikiem. Napis znajdujący się na postumencie głosi: Pamięci Bohdana Zaleskiego – 1886.

## Twórczość
Zaleski był jednym z pierwszych polskich poetów romantycznych. Debiutował poematem Duma o Wacławie w 1819 r. Styl jego poezji Maurycy Mochnacki określał mianem „brylantowego”. W późniejszych lirykach prezentował się jako wcielenie ruskiego wieszcza Bojana, znanego ze staroruskiego poematu „Słowo o wyprawie Igora”. W ujęciu Zaleskiego „wieszczenie” polegało na proklamowaniu idei panslawizmu w oparciu o federacyjną strukturę I Rzeczypospolitej oraz Kościoła katolickiego.
Jego wiersze były pisane rzadko spotykanym w poezji polskiej tzw. sylabotonikiem melicznym, charakteryzującym się bardzo regularnym uporządkowaniem sylab akcentowanych i niezwykłą melodyką wiersza. Z tego powodu wiele jego utworów stało się bardzo popularnymi i uzyskało oprawę muzyczną, również ze strony wybitnych ówczesnych kompozytorów, m.in. Chopina.
Jednak ten typ liryki nie zyskał uznania wielu ówczesnych poetów – Słowacki i Norwid atakowali go za, ich zdaniem, „dziecinne rymy”. Z uznaniem natomiast wyrażał się o nim Adam Mickiewicz, dedykując Zaleskiemu wiersz „Do B... Z.”. Przez współczesnych mu był uznawany za „patriarchę poezji polskiej”.
Twórczość Zaleskiego, oprócz charakterystycznych dla romantyzmu motywów „wieszcza”, profetyzmu oraz tematyki ludowej, wprowadziła oryginalny ton poezji parakletejskiej. W jego utworach można wyróżnić słowa-klucze, takie jak: „słowik”, „rusałka”, czy „step”.
Poezje Józefa Bohdana Zaleskiego stały się inspiracją dla innych artystów. Muzykę do jego wierszy napisali Fryderyk Chopin (Śliczny chłopiec, Dwojaki koniec, a także Dumka i Nie ma czego trzeba – opracowania wiersza – Mgła mi do oczu zawiewa z łona), Oskar Kolberg (Młodo zaswatana, Zakochana, Co mi tam, Rojenia wiosenne, Śpiew poety, Gdy na górach świta dzionek, Westchnienie za rodzinną chatką), Bogna Lewtak-Baczyńska (Niewyśpiewana, Do gitary).
Żona Józefa Bohdana Zaleskiego była uczennicą Fryderyka Chopina. Kompozytor był świadkiem na ich ślubie, gdzie wykonał na organach kościoła Św. Rocha w Paryżu specjalnie skomponowany na tę okoliczność utwór Veni Creator.

## Utwory
- Duma o Wacławie – poemat (wyd. w 1819),
- Duch od stepu. Przygrawka do nowej poezji – poemat (wyd. w 1841),
- Lubor. Ballada z powieści ludu – ballada,
- Śpiew poety,
- Rusałki. Fantazja,
- Przenajświętsza rodzina[80]